# Sceloporus angustus
Espèce
Synonymes
- Sator angustus Dickerson, 1919

Statut de conservation UICN

 LC  : Préoccupation mineure
Sceloporus angustus est une espèce de sauriens de la famille des Phrynosomatidae.

## Répartition
Cette espèce est endémique de l'île de Santa Cruz en Basse-Californie du Sud au Mexique.

## Étymologie
Le nom spécifique angustus vient du latin angustus, étroit, en référence aux corps étroits des adultes de cette espèce.

## Publication originale
- Dickerson, 1919 : Diagnoses of twenty-three new species and a new genus of lizards from Lower California. Bulletin of the American Museum of Natural History, vol. 41, no 10, p. 461-477 (texte intégral).